# Aleksandra Ekster
Aleksandra Aleksandrovna Ekster (nhũ danh Grigorovich) (tiếng Nga: Алекса́ндра Алекса́ндровна Эксте́р, tiếng Ukraina: Олекса́ндра Олекса́ндрівна Е́кстер; 18 tháng 1 năm 1882 – 17 tháng 3 năm 1949), còn được gọi là Alexandra Exter, là một họa sĩ và nhà thiết kế người Ukraina, Nga và Pháp.
Khi còn là một phụ nữ trẻ, xưởng vẽ của bà ở Kiev đã thu hút tất cả những ngôi sao sáng tạo của thành phố, và bà trở thành nhân vật nổi bật trong các salon nghệ thuật ở Paris, cùng với Picasso, Braque và những người khác. Bà được coi là người tiên phong của Nga/Ukraina, với tư cách là một người theo chủ nghĩa vị lai lập thể, chủ nghĩa kiến tạo và là người có ảnh hưởng đến phong trào Art Deco. Bà là giáo viên của một số nghệ sĩ theo trường phái Paris như Abraham Mintchine, Isaac Frenkel Frenel và các đạo diễn phim Grigori Kozintsev, Sergei Yutkevich cùng những người khác.

## Thời thơ ấu
Bà có tên khai sinh là Aleksandra Aleksandrovna Grigorovich, sinh ra tại Białystok, thuộc Tỉnh Grodno của Đế quốc Nga (nay là Ba Lan) trong một gia đình Belarus giàu có. Cha bà, Aleksandr Grigorovich, là một doanh nhân giàu có người Belarus. Mẹ bà là người Hy Lạp.
Aleksandra khi còn nhỏ nhận được một nền giáo dục tư thục xuất sắc, học ngôn ngữ, âm nhạc, nghệ thuật và học vẽ riêng. Không lâu sau đó, cha mẹ bà chuyển đến Kiev, và bà theo học tại trường dự bị đại học St.Olha và Trường Nghệ thuật Kiev, nơi bà theo học với các ngôi sao tương lai khác của phong trào tiên phong Oleksandr Bohomazov và Alexander Archipenko. Trong số các giáo viên của bà có họa sĩ nổi tiếng người Ukraina Mykola Pymonenko. Aleksandra tốt nghiệp ngành hội họa tại Trường Nghệ thuật Kiev năm 1906.

## Các thời kỳ nghệ thuật

### Kiev
Xưởng vẽ tranh của bà trên gác mái ở số 27 phố Funduklievskaya, nay là phố Khmelnytsky, là nơi tập hợp của giới tinh hoa trí thức Kiev. Gác mái trong xưởng vẽ của bà là nơi làm việc của những ngôi sao sáng trong tương lai của nghệ thuật trang trí thế giới Vadym Meller, Anatol Petrytsky và P. Tchelitchew. Ở đó, bà đã được các nhà thơ và nhà văn như Anna Akhmatova, Ilia Ehrenburg và Osip Mandelstam, biên đạo múa Bronislava Nijinska và vũ công Elsa Kruger, cũng như nhiều nghệ sĩ Alexander Bogomazov, Wladimir Baranoff-Rossine, và các sinh viên, như Grigori Kozintsev, Sergei Yutkevich, Aleksei Kapler và Abraham Mintchine cùng nhiều người khác đến thăm. Năm 1908, bà tham gia một cuộc triển lãm cùng với các thành viên của nhóm Zveno (Liên kết) do David Burliuk, Vladimir Burliuk và những người khác tổ chức ở Kiev.

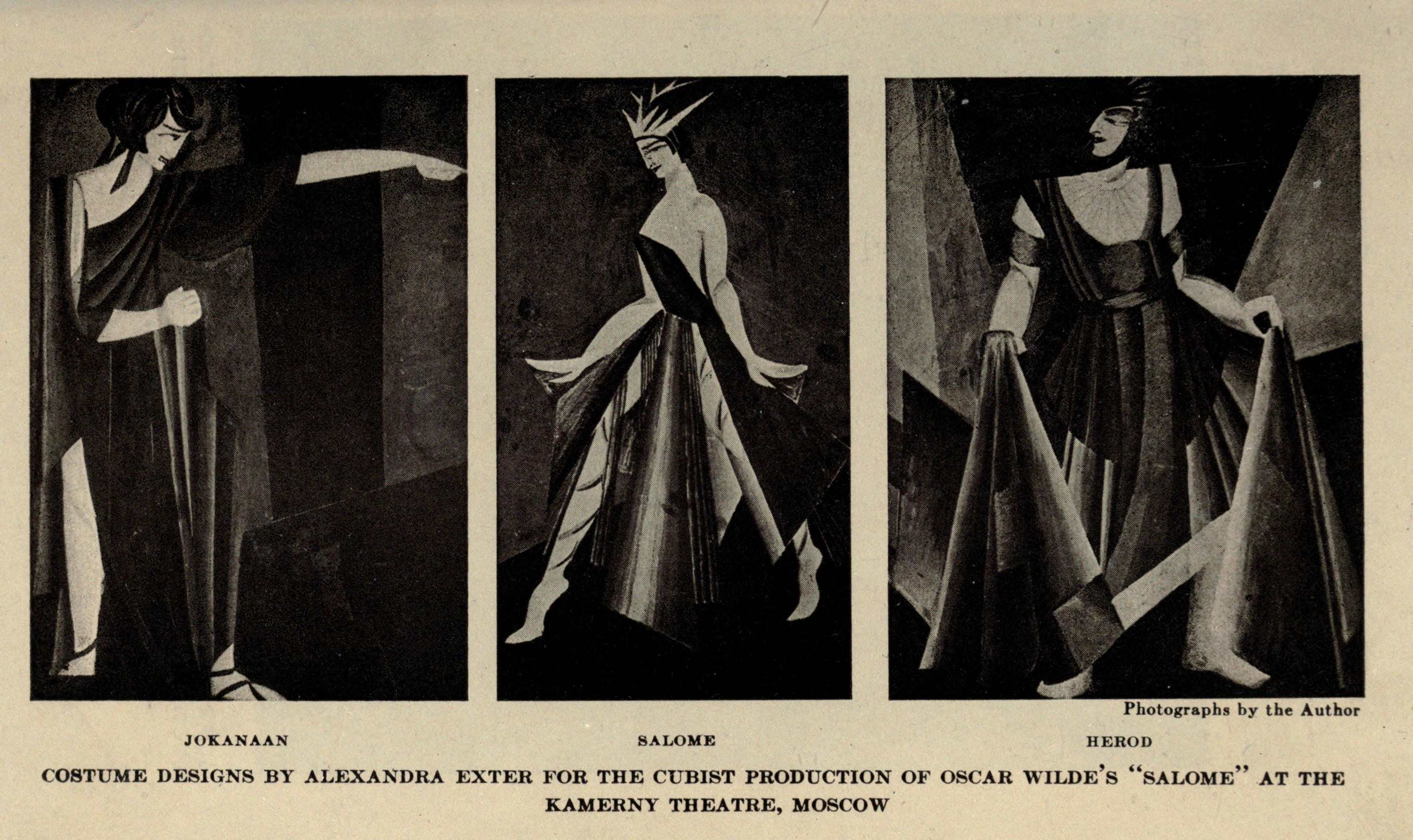
Trang phục do Ekster thiết kế.

### Paris
Tại Paris, Aleksandra Ekster đã đích thân làm quen với Pablo Picasso và Georges Braque, người đã giới thiệu bà với Gertrude Stein.
Dưới cái tên Alexandra d'Exter, bà đã trưng bày sáu tác phẩm tại Salon de la Piece d'Or, Galerie La Boétie, Paris, tháng 10 năm 1912, cùng với Jean Metzinger, Albert Gleizes, Marcel Duchamp và những người khác.

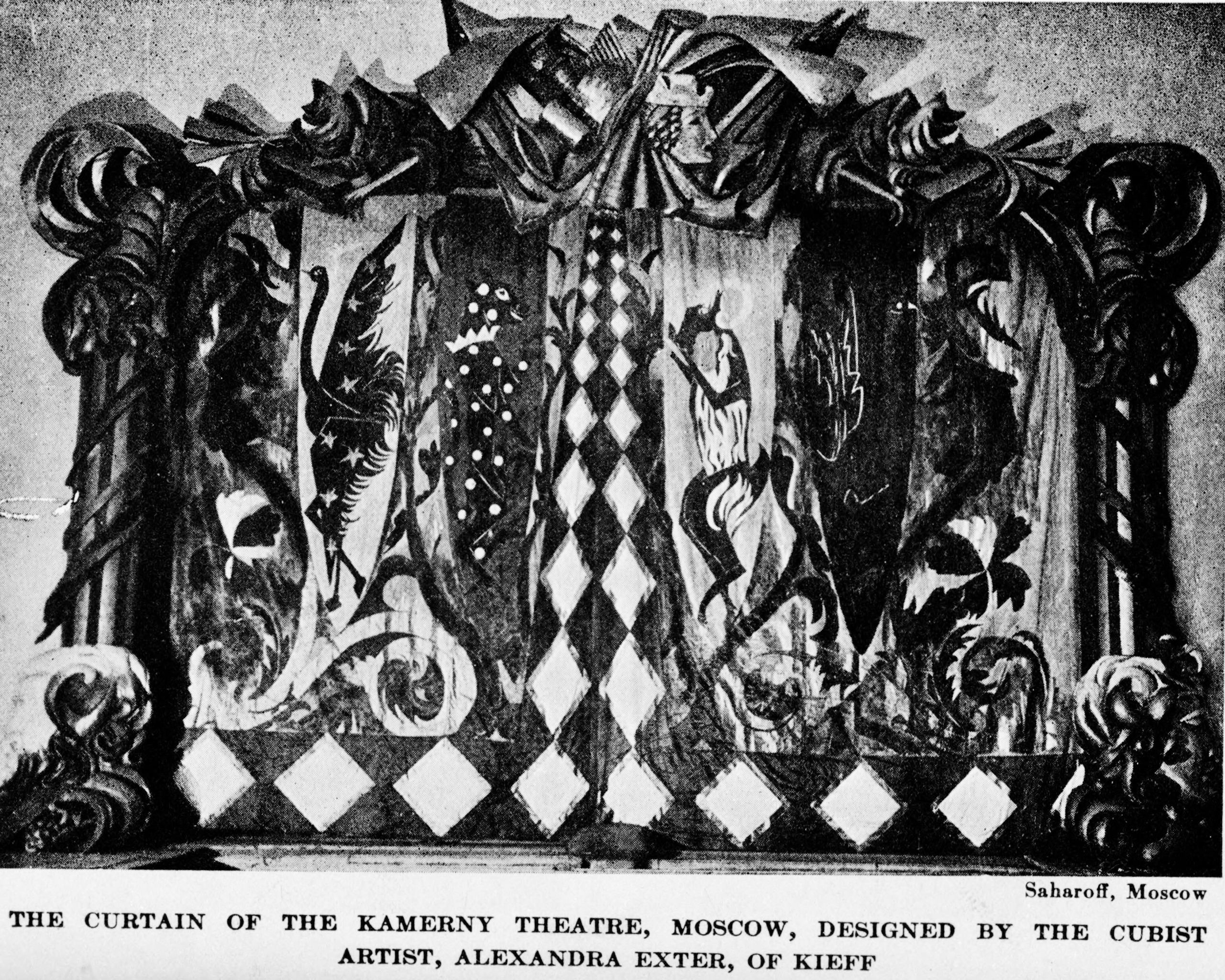
Màn rạp hát do Ekster thiết kế.

### Nghệ sĩ Avant-garde của Nga
Dưới danh nghĩa avant-garde, Ekster được ghi nhận là một họa sĩ theo chủ nghĩa siêu việt và chủ nghĩa kiến tạo, đồng thời là người có ảnh hưởng lớn đến phong trào Art Deco.
Mặc dù không bị giới hạn trong một phong trào cụ thể, Ekster vẫn là một trong những phụ nữ tiên phong có tính thử nghiệm nhất. Ekster tiếp thu từ nhiều nguồn và nền văn hóa để phát triển phong cách nguyên bản của riêng mình. Năm 1915–1916, bà làm việc trong các hợp tác xã thủ công nông dân ở các làng Skoptsi và Verbovka cùng với Kazimir Malevich, Yevgenia Pribylskaya, Natalia Davidova, Nina Genke, Liubov Popova, Ivan Puni, Olga Rozanova, Nadezhda Udaltsova và những người khác. Ekster sau đó thành lập xưởng giảng dạy và sản xuất (MDI) ở Kiev (1918–1920). Alexander Tyshler, Vadym Meller, Anatol Petrytsky, Kliment Red'ko, Tchelitchew, Shifrin, Nikritin đã làm việc ở đó. Cũng trong thời kỳ này, bà là một trong những nhà thiết kế sân khấu hàng đầu của Nhà hát Thính phòng của Alexander Tairov.
Năm 1919, cùng với các nghệ sĩ avant-garde khác là Kliment Red'ko và Nina Genke-Meller, bà đã trang trí các đường phố và quảng trường ở Kiev và Odessa theo phong cách trừu tượng cho Lễ hội Cách mạng. Bà làm việc với Vadym Meller với tư cách là nhà thiết kế trang phục trong xưởng múa ba lê của vũ công Bronislava Nijinska. Một trong những học sinh tại xưởng vẽ của bà ở Odessa là Isaac Frenkel Frenel, người sau này trở thành họa sĩ École de Paris.

### Cách mạng hóa thiết kế trang phục

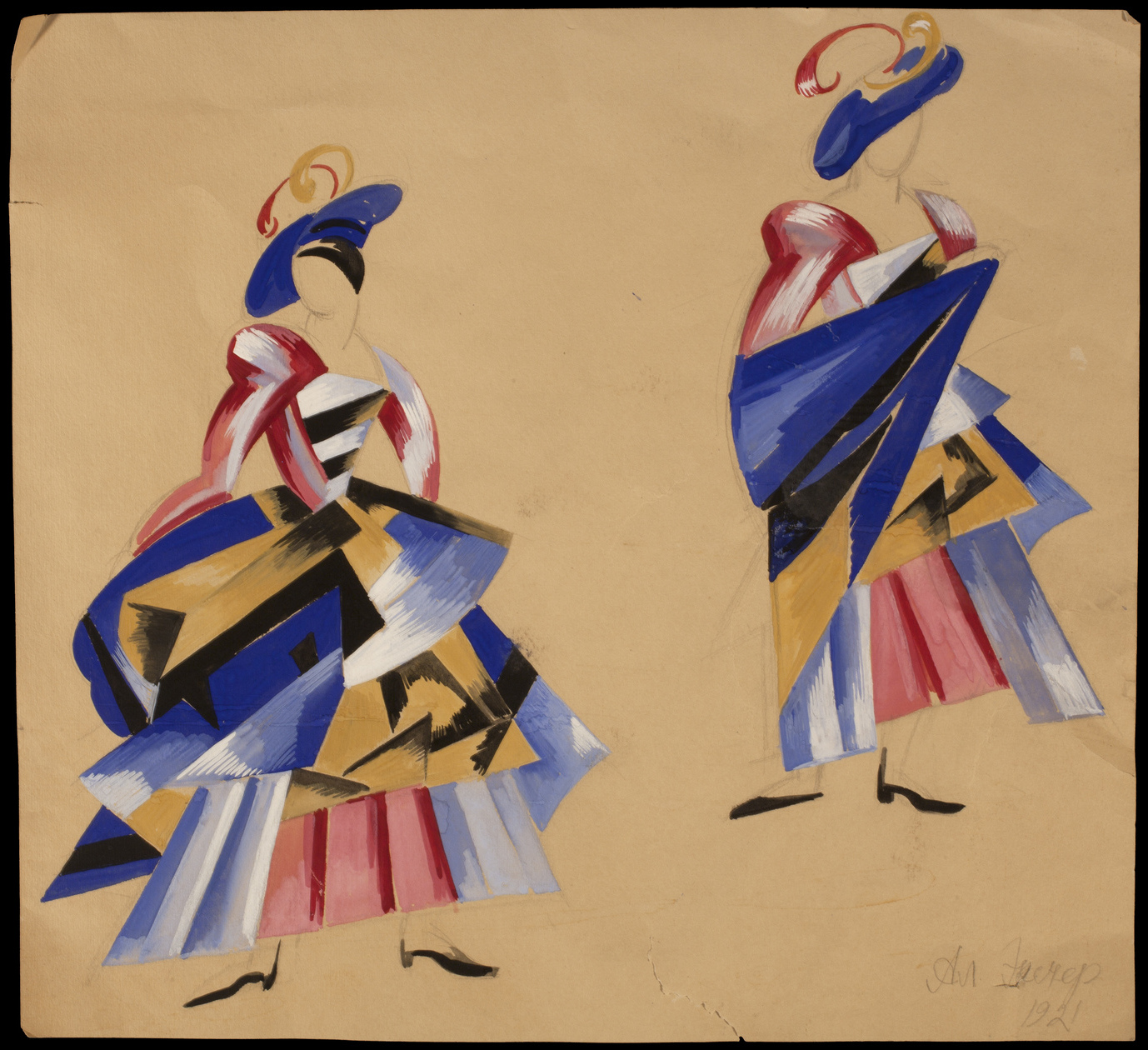
Trang phục thiết kế cho vở Romeo and Juliet. 1921. M.T. Abraham Foundation.

Phù hợp với phong cách avant-garde chiết trung của bà, những bức tranh ban đầu của Ekster đã ảnh hưởng mạnh mẽ đến thiết kế trang phục cũng như các hình minh họa sách của bà, điều hiếm khi được chú ý. Tất cả các tác phẩm của Ekster, bất kể thông qua phương tiện nào, đều tuân theo phong cách riêng biệt của bà. Các tác phẩm của bà sống động, vui tươi, kịch tính và mang tính sân khấu trong bố cục, chủ đề và màu sắc. Ekster luôn giữ đúng thẩm mỹ bố cục của mình trên mọi phương tiện. Hơn nữa, mỗi phương tiện đều nâng cao và tác động đến các tác phẩm của bà trên các phương tiện khác.
Năm 1923, bà tiếp tục công việc của mình trên nhiều phương tiện truyền thông đồng thời cộng tác với Vera Mukhina và Boris Gladkov ở Moscow trong việc trang trí các gian hàng Triển lãm Toàn Nga.

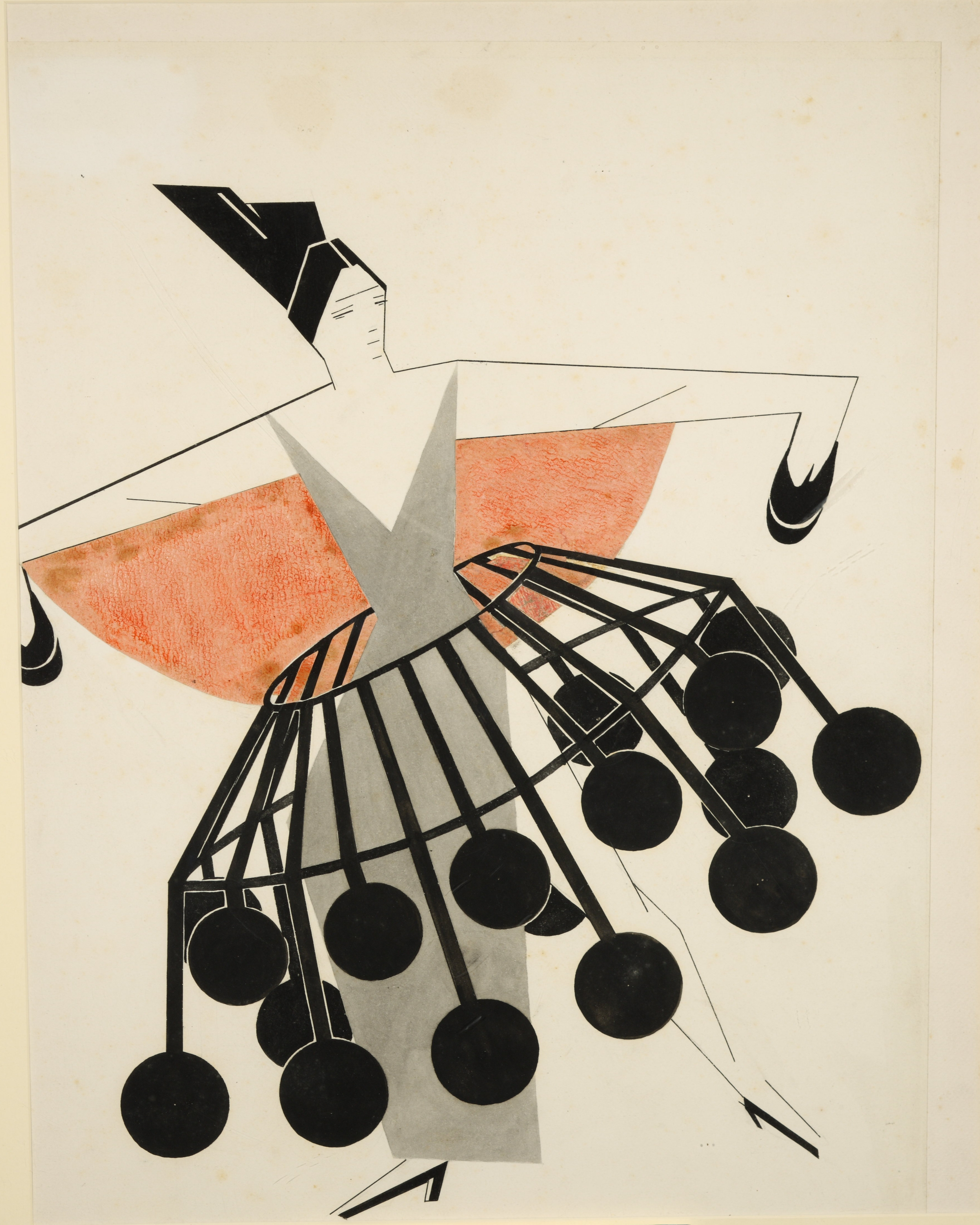
Alexandra Exter, hình vẽ, Lobanov-Rostovsky coll.

### Ảnh hưởng tới nghệ thuật dân gian Ukraina
Nhờ mối quan hệ của chồng bà, Mykola Ekster, Aleksandra đã gặp Natalia Davydova, người có một gia sản nghề thủ công ở Verbivtsi gần Cherkasy. Chính ở đó, bà đã khám phá ra nghệ thuật dân gian Ukraina, một trong những yếu tố ảnh hưởng đến các tác phẩm của bà. Theo Georgy Kovalenko, một nhà nghiên cứu về tác phẩm của Aleksandra Ekster, thời gian ở Verbivka là yếu tố quyết định đến các bức tranh, bài thơ đầy màu sắc của bà và trở thành nguồn cho các hình tượng: "Bà đã thực hiện những cuộc thám hiểm khoa học thực sự để tìm kiếm những bức tranh thêu của nông dân cổ đại, những đường may phụng vụ và các mặt hàng dệt", Kovalenko viết trong chuyên khảo của mình.
Ekster và Davydova cùng với các nhà nghiên cứu khác đã tìm kiếm các họa tiết dân gian, diễn giải lại, hiện đại hóa chúng và cùng với Kazimir Malevich, Ivan Puni, Ksenia Boguslavska, đã vẽ ra những thiết kế thêu thùa trên túi, gối, thảm và thắt lưng theo chủ nghĩa siêu việt. Sau đó, họ thành lập hiệp hội thủ công mỹ nghệ Kiev và cũng giới thiệu các sản phẩm thêu từ Verbivtsi tại các cuộc triển lãm ở Kiev và các nước Châu Âu. Năm 1917, hơn 400 tác phẩm đã được trưng bày ở Moscow và chúng không bao giờ quay trở lại.

## Đời tư
Năm 1908, Aleksandra Grigorovich kết hôn với một luật sư thành đạt ở Kiev, Nikolai Evgenyevich Ekster. Nhà Ekster thuộc tầng lớp tinh hoa văn hóa và trí tuệ của Kiev. Bà đã sống vài tháng với chồng ở Paris và tại đây bà theo học tại Académie de la Grande Chaumière ở Montparnasse. Từ năm 1908 đến năm 1924, bà sống không liên tục ở Kiev, St. Petersburg, Odessa, Paris, Rome và Moscow.
Trong Thế chiến thứ hai, bà và chồng sống trong cảnh nghèo khó khắc nghiệt. Sau khi chồng bà qua đời vào năm 1945, bà qua đời ở Paris năm 1949 và được chôn cất tại nghĩa trang Fontenay-aux-Roses.
Trong vài thập kỷ qua, danh tiếng của bà đã tăng lên đáng kể và giá các tác phẩm của bà cũng tăng theo. Kết quả là, một số hàng giả đã xuất hiện trên thị trường trong những năm gần đây.

## Một số tác phẩm đại diện

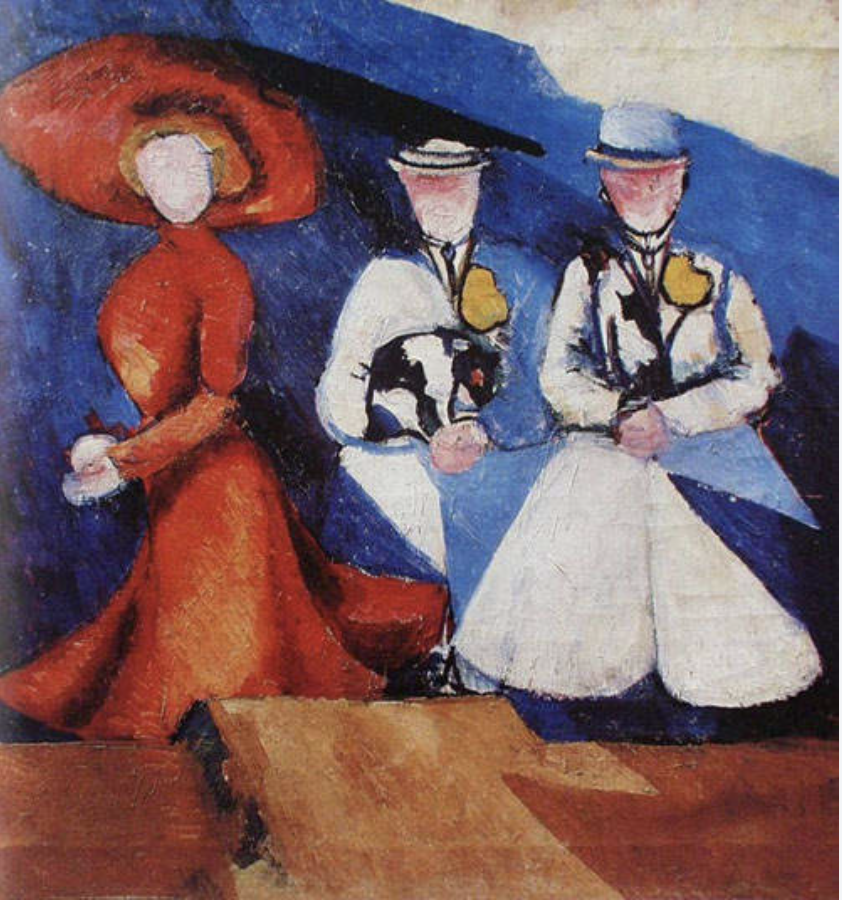
Three Female Figures, 1910
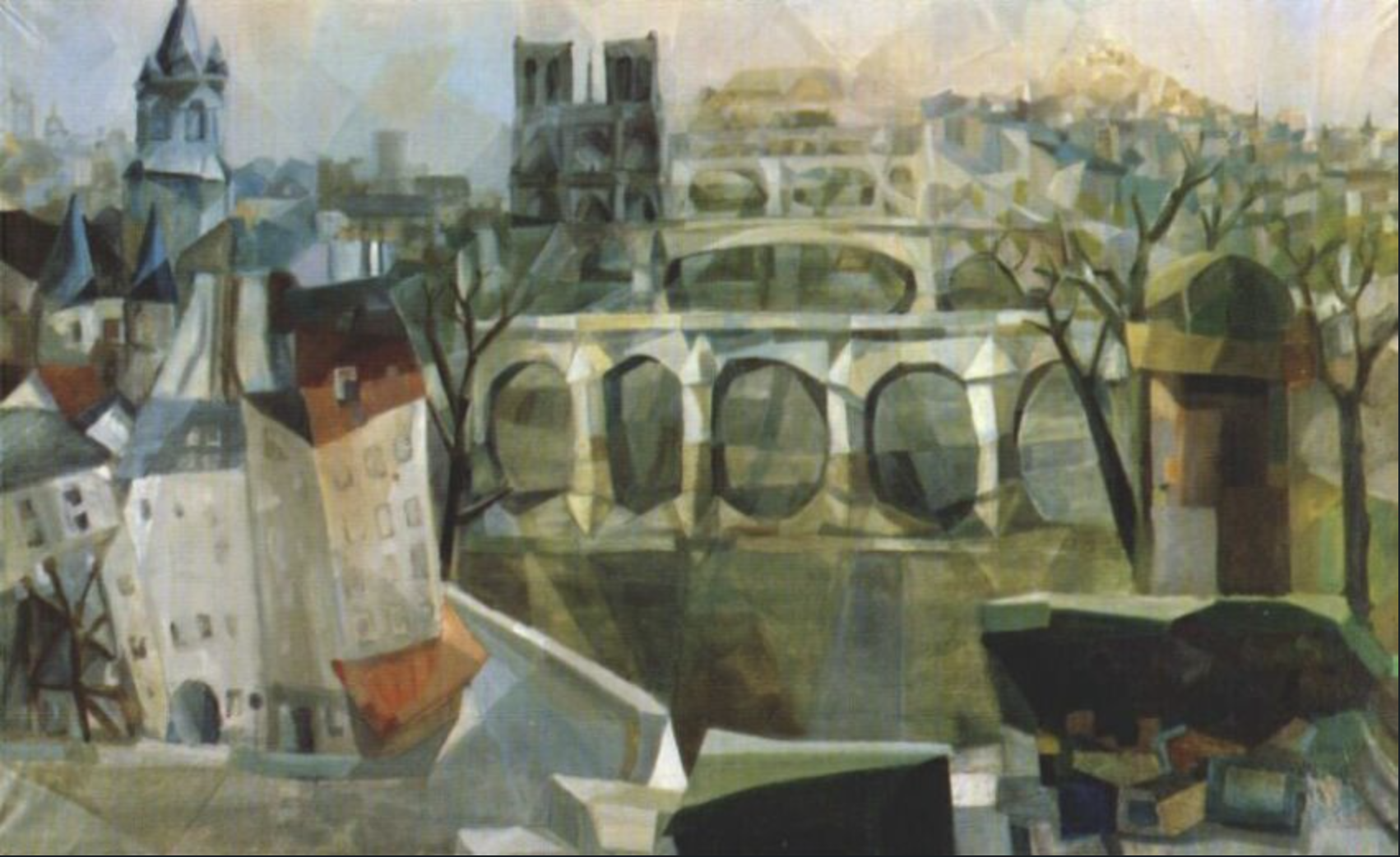
Paris Cityscape, 1912
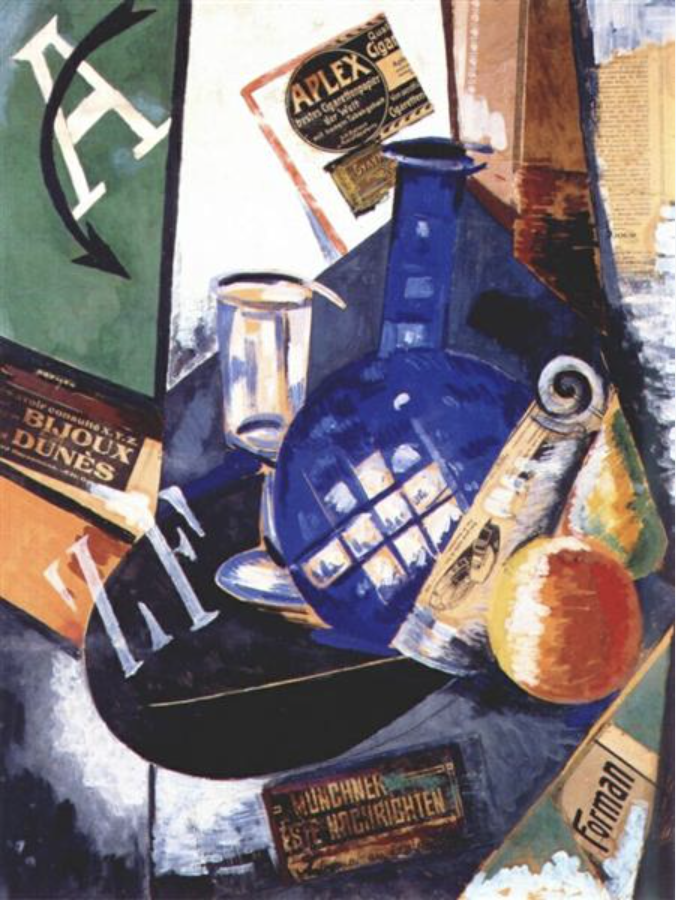
Still Life, 1913
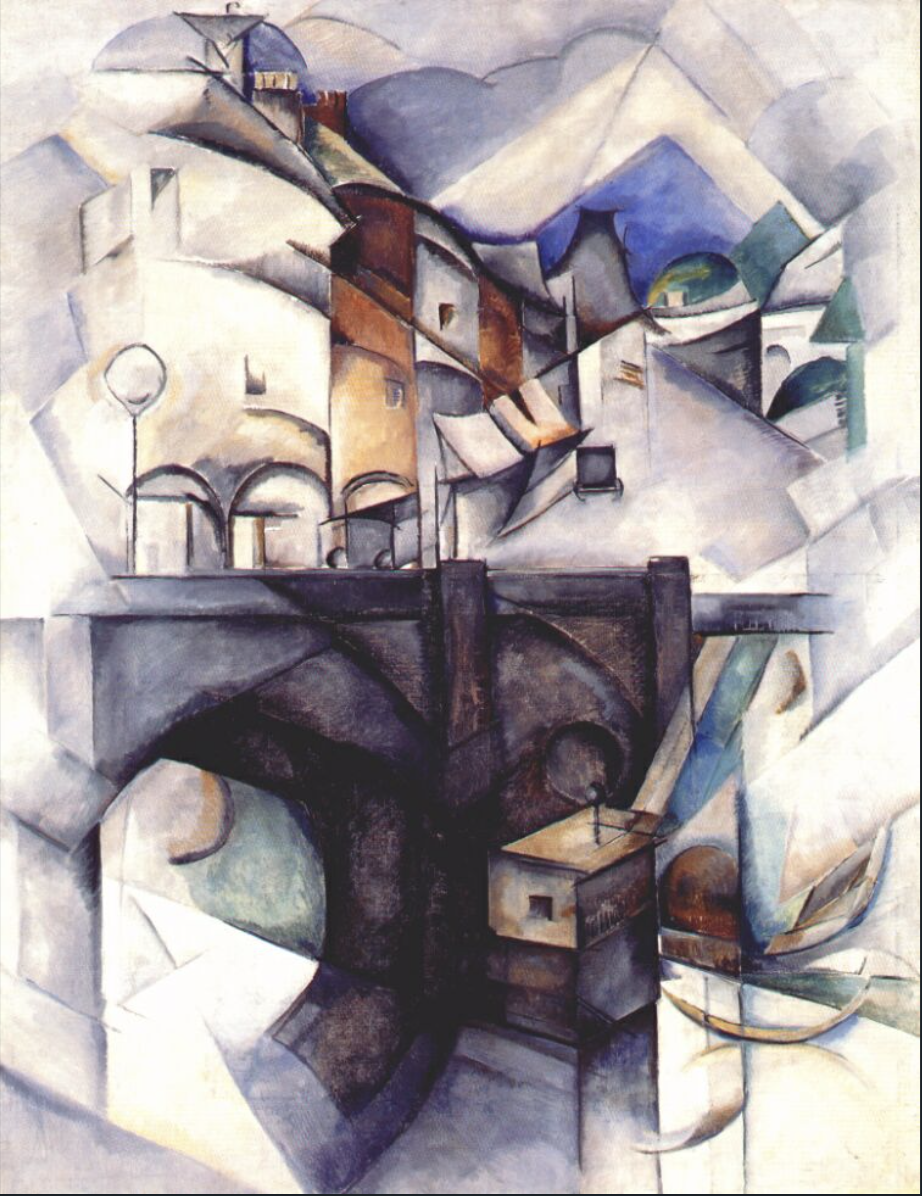
Bridge. Sevre, 1914
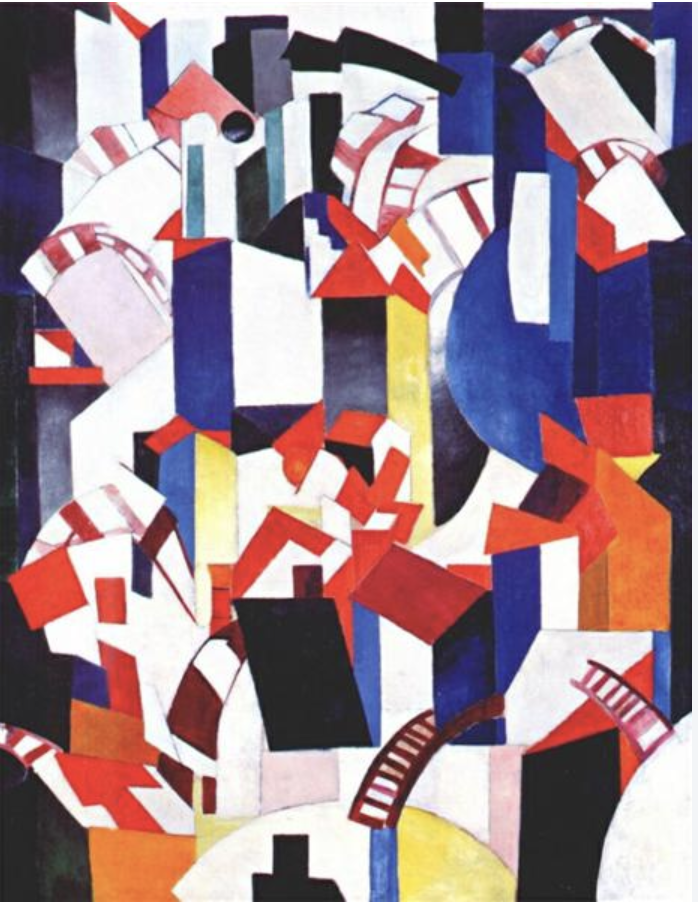
Venice, 1915
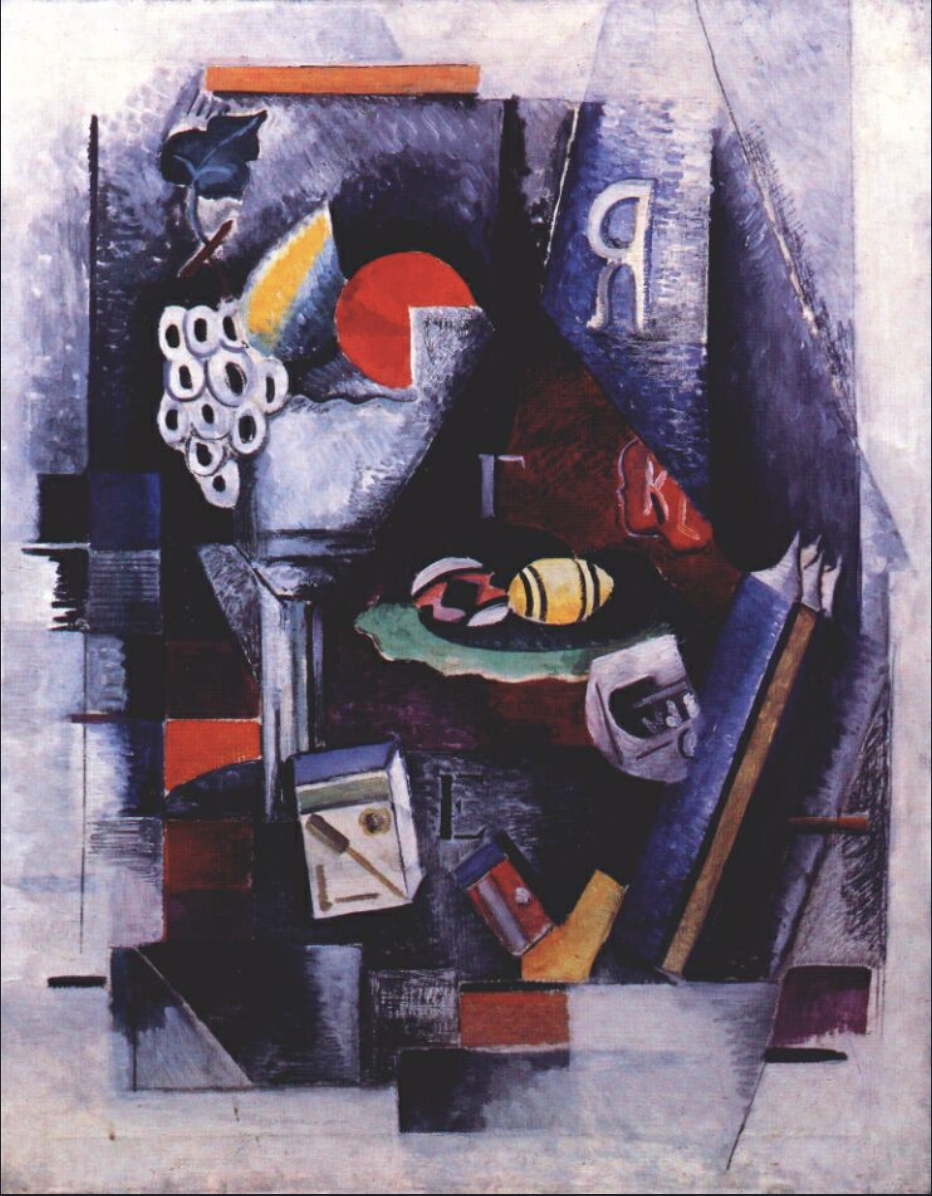
Still Life with Eggs, 1915
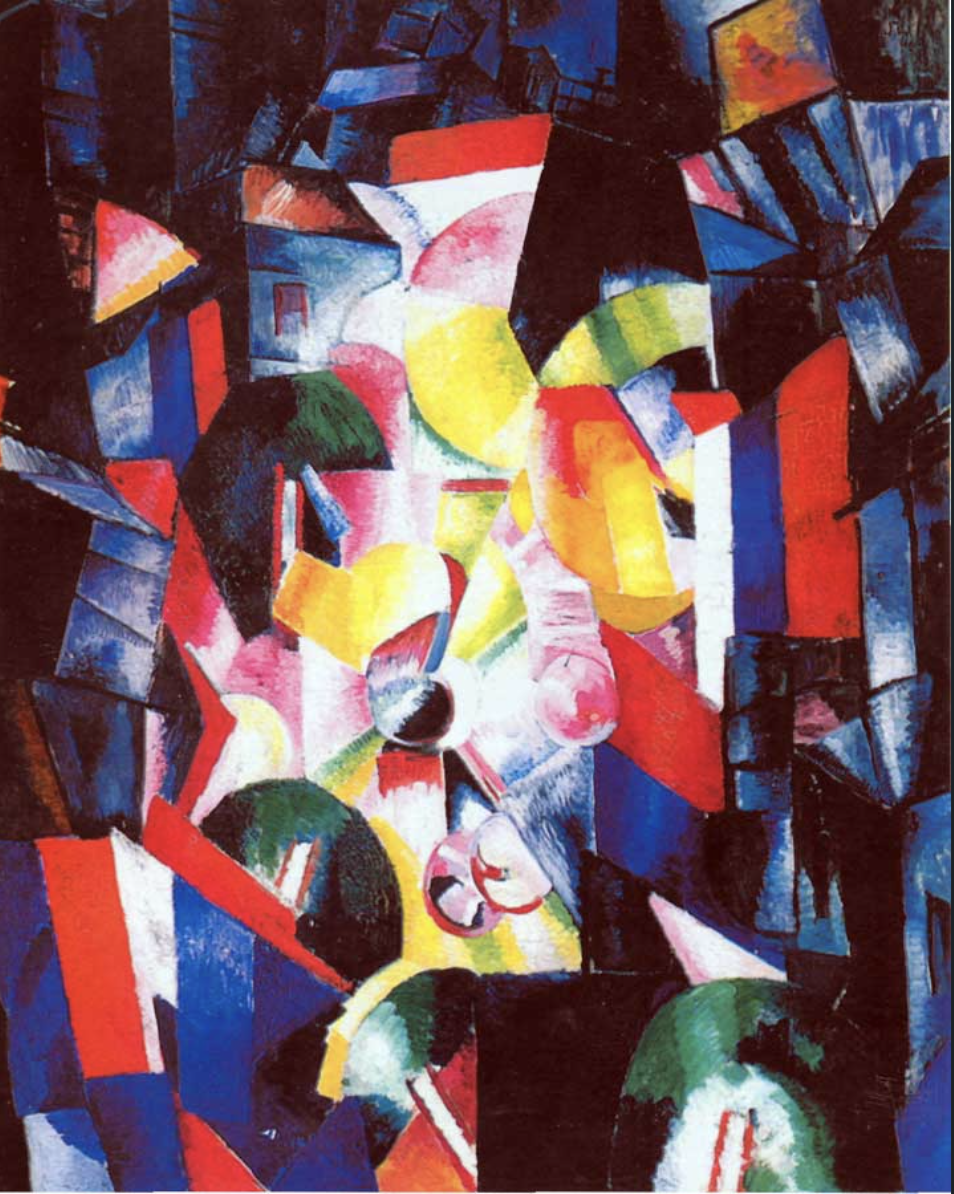
City at Night, 1919